# Bythinella magna
Bythinella magna е вид охлюв от семейство Hydrobiidae.

## Разпространение и местообитание
Този вид е разпространен в Хърватия.
Обитава сладководни басейни и реки.